# Je vous adore
Pour le tableau de Arthur Hugues, voir April Love (peinture).
Pour plus de détails, voir Fiche technique et Distribution.
Je vous adore (April Love) est un film américain réalisé par Henry Levin, sorti en 1957.

## Synopsis
Nick Conover, un jeune de Chicago, arrive dans la ferme de chevaux du Kentucky de sa tante Henrietta et de son oncle Jed Bruce. Ni l'un ni l'autre n'ont vu Nick depuis son enfance, car ce dernier a été condamné pour s'être promené dans un véhicule volé avec ses amis. Le déménagement fait partie des conditions de libération et au début, Jed ne veut pas de Nick chez lu, et Nick comprend peu à peu que la raison de l'hostilité de Jed à son égard vient de la perte de son fils unique, Jed Bruce Jr, tué pendant la guerre de Corée.
Jed, qui autrefois élevait, entraînait et faisait courir des chevaux pour les courses attelées, a depuis longtemps négligé l'entretien général de la ferme. Il ne reste plus qu'un seul cheval, un étalon fougueux et pratiquement ingérable nommé Tugfire, le préféré de son fils. Le désintérêt de Nick et son manque de connaissance des chevaux se manifestent pour la première fois lorsqu'il entre seul dans le box avec Tugfire qui le charge prestement.
Nick rencontre alors les voisins des Bruce, les Templeton, après que leur fille cadette Liz, soit venue inviter Jed et Nick dans leur ferme. Nick y va et est étonné de voir à quel point la ferme des Templeton est somptueuse par rapport à celle de son oncle et de sa tante. Liz est l'amoureuse de la ferme et a le béguin pour Nick, tandis que sa sœur aînée Fran est la femme sophistiquée qui sort avec Al Turner. Alors que Liz fait le tour de la piste en sulky, Nick, ignorant Liz, est attiré par Fran et sa voiture de sport Austin-Healey, et elle lui permet d'inspecter le moteur. Il décline l'offre de Fran de le laisser conduire la voiture, évitant d'expliquer que son permis de conduire a été annulé. Son amour de la mécanique se manifeste à nouveau lorsqu'il répare le tracteur de Jed et, avec l'accord de ce dernier, le vieux tacot qui se trouve dans la grange, avec l'aide de Liz.
Nick passe du temps avec les deux filles Templeton et considère Liz comme une bonne joueuse et Fran comme une petite amie potentielle, bien qu'elle soit avec Al. Les quatre s'entendent bien, même si Liz sait que Nick est attiré par Fran. Lors d'un barbecue, Nick se vante à Fran que son tacot pourrait surpasser sa voiture de sport dans une course de vitesse. Fran lui propose de faire la course sur une route de campagne. Nick accepte, même si cela viole les conditions de sa libération conditionnelle. Pendant la course, Fran sort de la route et s'écrase contre une clôture, mais elle et Al s'en sortent indemnes. En conduisant son tacot sur la piste, Nick effraie Tugfire, qui saute la clôture du boxe et s'enfuit. Tugfire, empêtré dans des ronces épineuses, est libéré par Nick. Jed et Henrietta sont surpris de voir un Tugfire calme dirigé par Nick. Jed décide d'entraîner un Nick réticent à monter Tugfire dans les courses attelées, et l'entraînement de Nick finit par s'améliorer.
Peu avant les courses attelées de la foire de Bentonville, Tugfire tombe malade après que Nick l'ait laissé dans le boxe pendant un violent orage. Le vétérinaire fait ce qu'il peut pour soigner Tugfire. Tard dans la nuit, alors que Nick, Liz et Oncle Jed veillent, Tugfire se lève. Après un examen rapide, Jed pense qu'il sera capable de courir. Dans l'excitation de l'amélioration de l'état de Tugfire, Liz donne à Nick un baiser rapide, ce qui fait que Nick voit enfin Liz sous un jour plus romantique.
À la foire, Nick et Liz se déclarent mutuellement leur intérêt romantique, ce qui culmine lorsqu'ils s'embrassent presque sur la grande roue. Au sujet des courses, Nick apprend qu'il lui suffit de gagner l'une des deux manches pour accéder à la finale. Lui et Tugfire gagnent la première manche, en grande partie parce qu'il était un coureur inconnu et que personne ne lui prêtait attention. Dans la seconde manche, il est coincé par le coureur des Templeton, leurs roues étant bloquées. Comme le coureur des Templeton ne veut pas le laisser passer par l'intérieur, Nick essaie en toute hâte de se frayer un chemin par la force. Il s'écrase et le sulky est endommagé. Jed décide de retirer Nick et Tugfire de la finale, réalisant qu'il a mis trop de pression sur Nick. Nick, cependant, veut participer à la finale, avec un sulky offert par M. Templeton, et Jed regarde depuis la ligne de touche lorsque Nick utilise son entraînement antérieur et descend la ligne droite pour gagner la course.
Cependant, immédiatement après la course, le shérif local arrive pour arrêter Nick et le renvoyer à Chicago pour violation de sa liberté conditionnelle. Sans savoir que cela causerait des problèmes, Fran remplit un rapport d'accident concernant son accident de voiture, en déclarant que Nick était le conducteur de l'autre véhicule. Liz intervient pour dire que Fran s'est trompée, et qu'elle était la conductrice, une histoire que Fran et Henriette corroborent faussement. Nick, voulant faire ce qu'il faut, avoue que le rapport de Fran est correct. Le shérif décide de laisser Nick dans le Kentucky, M. Templeton lui ayant dit de le faire car il s'agissait d'une infraction mineure et personne n'a été blessé, au grand soulagement de tous.

## Fiche technique
- Titre original : April Love
- Titre français : Je vous adore
- Réalisation : Henry Levin
- Scénario : Winston Miller d'après The Phantom Filly de George Agnew Chamberlain
- Costumes : Renié
- Photographie : Wilfred M. Cline
- Société de production : 20th Century Fox
- Pays d'origine :  États-Unis
- Format : Couleurs - 2,35:1
- Genre : Film musical
- Date de sortie : 1957

## Distribution
- Pat Boone : Nick Conover
- Shirley Jones : Liz Templeton
- Dolores Michaels : Fran Templeton
- Arthur O'Connell : Jed Bruce
- Matt Crowley : Dan Templeton
- Jeanette Nolan : Henrietta Bruce